# Anika Chebrolu
Anika Chebrolu est une élève américaine d'origine indienne, née en 2006, connue pour avoir remporté le titre de « meilleure jeune scientifique de l’année » 2020, décerné par le jury du Challenge Discovery 3M du jeune scientifique.
En pleine pandémie de Covid-19, elle a identifié une protéine capable de se lier de manière sélective aux péplomères du SARS-CoV-2 pour en désactiver l'action.

## Biographie
Anika Chebrolu est originaire de la ville de Frisco (Texas).
Son grand-père, professeur de chimie, l’a initiée très tôt aux sciences en général. Dès l'âge de huit ans, elle apprenait pour jouer « le tableau périodique des éléments et tout un tas de règles, de combinaisons possibles ».
Par ailleurs, elle s'intéresse aux danses traditionnelles indiennes comme le bharata natyam qu'elle pratique depuis l'âge de six ans.

## Travaux
En 2019, elle entend parler du Challenge 3M et, après concertation avec ses professeurs, elle décide de s'y inscrire.
Sa recherche devait porter sur la grippe : « Comment éradiquer définitivement ce virus saisonnier qui nous échappe encore malgré l’existence de vaccins ? » Mais la pandémie de Covid-19 l'amène à focaliser ses efforts sur le nouveau coronavirus.
Elle a identifié, à l'aide de programmes informatiques, une protéine (parmi les 682 millions de molécules d'une base de données) qui pourrait intervenir dans un traitement contre la Covid-19.

## Récompenses
- 2020 : Meilleure jeune scientifique de l’année, Discovery Education 3M Young Scientist Challenge[1]